# Fundación de Ciencias y Política
La Fundación de Ciencias y Política (en alemán: Stiftung Wissenschaft und Politik, más conocido por sus siglas SWP) es una organización alemana de derecho civil encargada a nivel federal de las investigaciones y recomendaciones a las autoridades en materia de ciencias políticas y sobre todo de seguridad y política internacional. Fue establecida como fundación patrocinadora del Instituto Alemán de Asuntos Internacionales y de Seguridad (Deutsches Institut für Internationale Politik und Sicherheit), el cual sigue formando parte de su nombre oficial.
Es una de las instituciones de investigación más influyentes de Alemania en materia de política exterior y seguridad, que asesora al Parlamento Federal, al Gobierno Federal y a los responsables políticos de las organizaciones internacionales para Alemania, sobre todo de la Unión Europea, la OTAN y las Naciones Unidas. Al mismo tiempo, también asesora y colabora en investigaciones de terceros sobre política social.

## Descripción
Las actividades de investigación de la SWP se reparten entre siete divisiones: Seguridad internacional, Europa y la UE, África y Oriente Medio, Europa Oriental y Eurasia, Asia, América, y Asuntos globales; además cuenta con una unidad especializada: el Centro de Estudios Turcos Aplicados (CATS).
Actualmente trabajan en el instituto más de 140 personas (sin incluir a los profesores visitantes y a los investigadores becarios), que incluyen a politólogos, juristas, economistas, científicos naturales, sociólogos y físicos, entre otros (de los que 60 son investigadores permanentes), además de oficiales de la Bundeswehr y asesores de los servicios de inteligencia, que aportan experiencia en asuntos relacionados con la seguridad.
Con el fin de promover sus actividades como fundación de derecho civil, la SWP es receptora de subvenciones anuales que se le designan de los presupuestos de la Cancillería Federal según los objetivos y proyectos en marcha. La fundación también lleva a cabo proyectos especiales, por los que percibe financiación de terceros. En total, el importe anual que recibe la SWP suele rondar los 15-20 millones de euros.
Cada 24 meses, el Departamento de Investigación en colaboración con la dirección de la SWP vuelven a redactar el marco orientativo de la fundación, que posteriormente se vota por el Consejo (Stiftungsrat) para su aprobación. La necesidad de poner al día el marco orientativo cada dos años se debe a la alta volatibilidad en el escenario político internacional, estableciendo los objetivos relativos a los temas de interés y retos concretos.
Todos los resultados de los análisis llevados a cabo por la SWP se publican por la propia fundación.

### Temas de investigación
Dentro del marco orientativo acordado, los investigadores de la SWP tienen mucho margen de maniobra en la formulación y realización de proyectos de investigación, lo cual aumenta la flexibilidad del programa en general y la capacidad de abordar tanto temas de largo plazo como eventos actuales e incluso repentinos en la política internacional.
En la última década, se han incluido de forma relativamente constante temas como los objetivos de sostenibilidad de las Naciones Unidas, las olas de refugiados y los inmigrantes irregulares, la disolución de las estructuras regionales en Oriente Medio y la gestión de las crisis globales (económica, política, social y militar).
Las últimas ediciones han hecho eco sobre todo de las dos últimas crisis internacionales y su significado para Alemania, Europa y el Mundo: la pandemia de COVID-19 y la invasión rusa de Ucrania. También están incluidos de forma permanente el cambio climático como riesgo estratégico, las ambiciones nucleares de Irán, consecuencias de la guerra civil siria y otros conflictos de Oriente Próximo. Siendo Alemania colaborador estrecho de Israel en materia militar y de investigación científica, la SWP tiene especial interés por los conflictos del país hebreo y su impacto en el desarrollo doméstico, la seguridad y las relaciones exteriores.

## Historia
Fundado en Múnich en 1962, el Instituto Alemán de Asuntos Internacionales y de Seguridad estuvo ubicado durante cuatro décadas al sur de la capital bávara. La fama de sus fundadores desde el primer día fue tal, que cuatro años después, el propio Gobierno alemán en una votación unánime de enero de 1965 aprobó su afiliación al entonces instituto bávaro. En 2001, tras décadas de trabajo estrecho con las autoridades alemanas, en el marco de un proyecto del Gobierno de reunir a las organizaciones de importancia federal en la capital alemana, el instituto fue reubicado a su sede actual en la Ludwigkirchplatz, Berlín.
Tras reubicarse a Berlín, el total de empleados de tres institutos federales —el Instituto Federal para Rusia (con sede en Colonia), el Instituto Federal de Estudios de Europa Oriental e Internacionales (BIOst) y el Departamento de Investigación Contemporánea del Instituto de Estudios del Sudeste Europeo (con sede en Múnich)—, se integraron en la SWP. Con esa adición, promovida por el Gobierno Federal y aprobada en votación por el Consejo de la fundación, la SWP se convirtió en la institución federal más influyente en los temas de su especialidad.